# Día del Orgullo de Irán
El Día del Orgullo de Irán, el Día Nacional de los LGBT iraníes o el Día Nacional de las Minorías Sexuales es un evento anual del orgullo LGBT que se celebra el cuarto viernes de julio (primer viernes del mes iraní de Mordad) en Irán desde 2010.

## Contexto
En Irán, la actividad sexual entre personas del mismo sexo es ilegal y podría castigarse con la pena de muerte. Según Omar Kuddus, un activista por los derechos de los homosexuales con sede en el Reino Unido, el gobierno iraní también utiliza cargos falsos para ejecutar y perseguir a los homosexuales mientras oculta sus acciones a la comunidad internacional. En 2007, en un foro en la Universidad de Columbia, el expresidente iraní Mahmud Ahmadineyad dijo: "En Irán, no tenemos homosexuales como en su país. En Irán, no tenemos este fenómeno".

## Historia
Un pequeño grupo de 20 a 30 activistas LGBT, que se hacen llamar "Arcoíris" (رنگین‌کمانی‌ها, Renginkâmaniha), ha estado celebrando el Día del Orgullo desde 2010. El día fue anunciado por primera vez por un grupo de activistas LGBT iraníes en un blog en julio de 2010. Todos los años, activistas LGBT iraníes se reunían en torno a la capital, Teherán, y se tomaban fotografías en secreto sosteniendo banderas del arcoíris y eslóganes escritos. Tuvieron que ocultar sus rostros para evitar el acoso policial y un posible enjuiciamiento. Los activistas han tomado fotos del evento en otras ciudades, como por ejemplo Kermán.
En 2017, por primera vez, los organizadores decidieron celebrar el evento al aire libre cuando se les ofreció la primera carroza en el festival del Orgullo de Ámsterdam, aunque tuvieron que cubrirse el rostro para evitar ser procesados a su regreso a Irán. Sobre el evento de 2017, los organizadores dijeron: "Nuestro dolor no se atenúa, pero nosotros, los arcoíris de Irán, gritamos nuestra felicidad como una forma de resistencia y mantenemos viva nuestra euforia como la antorcha de la justicia".

## Cobertura
Una semana después de la primera celebración en julio de 2010, Resalat, un periódico conservador de Irán, publicó un artículo sobre el evento, que también fue recogido por otros medios de comunicación conservadores del país.